# American Music, Texas Style
American Music, Texas Style ist ein Album des US-amerikanischen Bluesmusikers Clarence Gatemouth Brown, das er 1999 für Verve aufgenommen hat.

## Das Album
Brown war bereits 74 Jahre alt, als er das Album aufnahm, er macht aber klar, dass es ihm noch immer nicht an Energie mangelt. Auf der CD betont er seine Liebe zum Jazz. So gehören junge Jazzmusiker zur Studioband, wie etwa der Trompeter Nicholas Payton und der Tenorsaxophonist Tony Dagradi. Auch bei der Stückeauswahl ist dies zu bemerken; so sind auf dem Album drei Jazz-Standards aus dem Repertoire von Duke Ellington zu hören und zwei von Charlie Parker aus seiner Zeit mit Jay McShann.

## Titel des Albums
1. Rock My Blues Away (Curtis) 3:10
2. Half Steppin'  (Demmer, Romano) 2:57
3. Hootie Blues (Brown, McShann, Parker) 4:57
4. Front Burner (Nestico, Nestico) 5:29
5. I'm Beginning to See the Light (Ellington, George, Johnny Hodges) 4:32
6. Swamp Ghost (Brown, Demmer, Floyd, Krown) 6:46
7. Without Me Baby (Brown) 3:41
8. Gate Swings Again (Krown) 2:55
9. Strange Things Happen (Hawkins, Love, Mayfield) 5:07
10. Don't Get Around Much Anymore (Ellington, Russell)	4:42
11. Guitar in My Hand (Brown) 5:10
12. Jumpin' the Blues 	(McShann, Parker) 2:53
13. Things Ain’t What They Used to Be (Ellington, Ellington) 4:42[3]

## Charts
- Billboard Top Jazz Albums Platz 14

## Kritikerstimmen
- CMJ (7/12/99, S. 24) - "...[AMERICAN MUSIC] is an aptly titled celebration of...spry fiddling, soulful guitar picking and gravelly, tough vocals....[It] is so damn powerful that it's hard to disagree..." (American Music ist eine treffend betitelte Feier von ...agilem Geigenspiel, seelenvollem Gitarrespiel und rauem,grobem Gesang....Es ist so verdammt kraftvoll, dass es schwer ist nicht zuzustimmen.)
- Mojo (10/99, S. 112) - "...[It's] good to hear Gatemouth Brown...filling the gap between guitar blues and swing - real swing, Count Basie style ...Super summertime swing..."   (Es ist gut Gatemouth Brown zu hören, wenn er den Abgrund zwischen Gitarrenblues und Swing, richtigen Swing im Count Basie Stil, füllt .... Super Sommerswing.)[4]
- All Music Guide - Alex Henderson -  "Brown's voice is thinner than it used to be, but his guitar playing is as energetic as ever. While this CD isn't definitive, it's a good, solid effort that Brown can be proud of. " (Browns Stimme ist dünner als sie war, aber sein Gitarrespiel ist immer noch so kraftvoll wie immer. Wenn auch diese CD nicht endgültig ist, so ist sie ein gutes solides Werk, auf das Brown stolz sein kann.)[5]